# Mats Eklund
Mats Holger Eklund, född 1 juni 1955 i Malmö, är en svensk skådespelare och röstskådespelare.

## Biografi
Eklund studerade vid Statens scenskola i Malmö 1977-80 och arbetade därefter på Malmö stadsteater 1981-1994 med dess Unga Teatern och i ordinarie ensemblen i roller som Jeff i En doft av honung, Snövit i Klassfiende, Mick Slugger i wrestlingspjäsen Trafford Tanzi - den flygande snaran (även på SVT 1984), Cornwall i Kung Lear, Puck i En midsommarnattsdröm, samt framstående insatser i Möss och människor, Don Juan, Gustav III. I TV-serien Skånska mord spelade han den framträdande rollen som Per i Bessingemordet (1986). Han har också arbetat på bland annat Teater 23, Fria Teatern och Radioteatern.
År 1992 tilldelades han Kvällspostens Thaliapris.

## Filmografi
- 1985 – August Palms äventyr (TV-serie)
- 1986 – Skånska mord (TV-serie)
- 1986 – Hummerkriget
- 1991 – Tre terminer (TV-serie)
- 1991 – Sista natten med Elektra
- 1993 – Macklean (TV-serie)
- 1997 – Snoken (TV-serie)
- 2000 – Labyrinten (TV-serie)
- 2006 – Wallander – Jokern
- 2007 – Dart
- 2009 – Wallander – Kuriren
- 2011 – Bron (TV-serie)

## Teater

### Roller (ej komplett)
| År   | Roll | Produktion                                                            | Regi             | Teater            |
| ---- | ---- | --------------------------------------------------------------------- | ---------------- | ----------------- |
| 1985 |      | Berättarverkstan William Shakespeare                                  | Ronny Danielsson | Malmö stadsteater |
| 1986 |      | Kung Lear (King Lear) William Shakespeare                             | Claes Lundberg   | Malmö stadsteater |
| 1986 |      | En midsommarnattsdröm (A Midsummer Night's Dream) William Shakespeare | Marianne Rolf    | Malmö stadsteater |
| 1990 |      | Don Juan eller Stengästen (Dom Juan ou Le Festin de pierre) Molière   | Eva Sköld        | Malmö stadsteater |